# Puerto de Piedra Aguda
El puerto de Piedra Aguda es un puerto de montaña situado en la parte oriental de la sierra de Piedra Aguda, al suroeste de la provincia de Ávila, en España.

## Situación
Tiene 1685 metros de altitud y comunica, a través de una carretera local, las localidades de Navadijos y Navarredonda de Gredos. La coronación del mismo delimita los términos municipales de estos dos pueblos y de Hoyos de Miguel Muñoz.